# کمال دهقانی فیروزآبادی
کمال دهقانی فیروزآبادی چهرۀ سیاسی اصلاح‌طلب و نمایندهٔ دورهٔ دهم مجلس شورای اسلامی از حوزهٔ انتخابیهٔ تفت و میبد است.
وی در انتخابات مجلس دهم مورد حمایت اصلاح طلبان قرار گرفت و توانست قاسم روانبخش شاگرد مصباح یزدی را در این حوزه انتخابیه شکست دهد.

## آرای مأخوذه
کمال دهقانی فیروزآبادی با کسب ۲۷٬۴۸۰ رأی به عنوان نماینده مردم تفت و میبد در مجلس دهم انتخاب شد اما در مجلس یازدهم با کسب ۶۷۲۴ رای از ورود به مجلس بازماند.